# 658 a.C.
O ano 658 aC foi um ano do  calendário romano pré-juliano. No Império Romano, era conhecido como ano 96 Ab urbe condita. A denominação 658 aC para este ano tem sido usada desde o início do período medieval, quando a Anno Domini era do calendário se tornou o método predominante na Europa para nomear anos.
- Fim do governo de Duke Zhuang em Yan.[1]
- Fim do governo de Miltiades em Atenas.
- Fim do governo de Énna Derg na Irlanda (de acordo com a Foras Feasa ar Éirinn de Geoffrey Keating).